# Marta Wolańska
Marta Wolańska (ur. 24 stycznia 1980) – polska menedżerka i urzędniczka, w 2023 konsul generalna RP w Los Angeles.

## Życiorys
W 2005 ukończyła studia prawnicze na Wydziale Prawa i Administracji Uniwersytetu Warszawskiego oraz podyplomowe studia menedżerskie w Szkole Głównej Handlowej w Warszawie.
W latach 2002–2006 zatrudniona w Urzędzie m.st. Warszawy. W latach 2006–2008 pracowała w Biurze Bezpieczeństwa Narodowego, gdzie specjalizowała się w tematyce bezpieczeństwa i spraw transatlantyckich. Uczestniczyła w 12-tygodniowym programie „The Advanced Security Studies” w George C. Marshall European Center for Security Studies. Jako stypendystka „Bellevue” Robert Bosch Stiftung w latach 2007–2008 pracowała w Sekretariacie Generalnym ds. Unii Europejskiej w Ministerstwie Spraw Zagranicznych Hiszpanii. Od 2008 była ekspertką w Kancelarii Prezydenta RP, gdzie m.in. odpowiadała za obszar Europy Środkowo-Wschodniej, w tym przygotowywanie wizyt dwustronnych i opracowywanie analiz. 
W latach 2016–2018 dyrektorka Biura Komunikacji w Powszechnym Zakładzie Ubezpieczeń, członkini zarządu Fundacji PZU oraz członkini Rady Fundacji Polskiej Fundacji Narodowej reprezentująca PZU. W 2019 została prezeską zarządu Pekao Leasing. Od 2020 prezeska zarządu PGE Synergia. 
Od 14 marca 2023 do grudnia 2023 pełniła funkcję konsul generalnej RP w Los Angeles.